# 克萊森特鎮區 (堪薩斯州克萊縣)
克萊森特鎮區（英語：Clay Center Township）為美國堪薩斯州克萊縣的鎮區。2010年美国人口普查中該鎮區人口有390人。

## 地理
克萊森特鎮區涵蓋面積99.23平方（38.31平方英里），境內設有一座城市：克萊森特（縣治）。

### 墓園
根據美國地質調查局的資料，此鎮區擁有1座墓園：
- 布勞頓墓園（Broughton Cemetery）

### 溪流
通過此鎮區的溪流有：
- 德賴溪（Dry Creek）
- 芬尼溪（Finney Creek）
- 林肯溪（Lincoln Creek）
- 斯普林溪（Spring Creek）

### 機場
- 克萊森特市立機場（英语：Clay Center Municipal Airport）

## 人口統計
根據2010年美國人口普查，克萊森特鎮區人口有390人，人口密度為3.98人/每平方公里。此鎮區居民之種族有98.21%為白人；0.26%為非裔美洲人；0.26%為美洲原住民；0.26%為亞洲人；0%為太平洋島民；0.77%為其他種族；另外有0.26%為混血種族。而西班牙裔或拉丁裔美洲人佔此鎮區人口的3.08%。

## 外部連結
- US-Counties.com
- City-Data.com （页面存档备份，存于）